# Ambasada Stanów Zjednoczonych w Bratysławie
Ambasada Stanów Zjednoczonych w Bratysławie (ang. The Embassy of the United States in Bratislava, słow. Veľvyslanectvo Spojených štátov v Bratislave) – misja dyplomatyczna Stanów Zjednoczonych Ameryki w Republice Słowackiej.
W ambasadzie działa ataszat obrony.

## Historia
Pierwszą amerykańską placówką na ziemiach słowackich był Konsulat Generalny w Bratysławie, otwarty 1 marca 1948, kilka dni po zamachu stanu w Czechosłowacji i przejęciu pełni władzy przez Komunistyczną Partię Czechosłowacji. Szefem placówki został wicekonsul Claiborne Pell. Napięte stosunki pomiędzy czechosłowackimi komunistami a Amerykanami spowodowały, że Pell musiał opuścić Bratysławę po sześciu miesiącach urzędowania, a konsulat generalny został zamknięty na żądanie czechosłowackiego rządu 27 maja 1950. Nieużywany budynek konsulatu przez kolejne dziesięciolecia pozostawał własnością Stanów Zjednoczonych, będąc dla żyjących w komunistycznym reżimie mieszkańców Bratysławy symbolem wolności, demokracji i nadziei.
Konsulat Generalny w Bratysławie został ponownie otwarty 27 maja 1991, po przemianach politycznych w Czechosłowacji. Uroczystego otwarcia dokonali ambasador Stanów Zjednoczonych w Pradze Shirley Temple Black oraz były wicekonsul Claiborne Pell, który był wówczas senatorem.
Stany Zjednoczone uznały niepodległość Słowacji 1 stycznia 1993, za prezydentury George'a H.W. Busha. 4 stycznia 1993 nawiązały z nią stosunki dyplomatyczne. Tego samego dnia w miejscu konsulatu generalnego powstała Ambasada Stanów Zjednoczonych w Bratysławie. Pierwszy ambasador złożył listy uwierzytelniające 22 listopada 1993.

## Szefowie misji
jeżeli nie zaznaczono inaczej w randzie ambasadora
- Paul Hacker (1993) chargé d’affaires a.i.
- Theodore E. Russell (1993 - 1996)
- Ralph R. Johnson (1996 - 1999)
- Carl Spielvogel (2000 - 2001)
- Ronald Weiser (2001 - 2004)
- Rodolphe M. Vallee (2005 - 2007)
- Vincent Obsitnik (2007 - 2009)
- Theodore Sedgwick (2010 - 2015)
- Adam H. Sterling (2016 - 2019)
- Bridget A. Brink (2019 - 2022)
- Gautam Rana (2022 - nadal)[1][6]